# Coleophora namakella
Coleophora namakella é uma espécie de mariposa do gênero Coleophora pertencente à família Coleophoridae.